# Ceridwen Dovey
Ceridwen Dovey (Pietermaritzburg, Sudáfrica, 1 de enero de 1980) es una escritora y antropóloga social que tiene las nadionalidades australiana y sudafricana. Su nombre proviene del personaje de uno de los personajes de Qué verde era mi valle de Richard Llewellyn, (Ceridwen Morgan).
Pasó su infancia en East London y más tarde en Sídney donde estudió primaria y secundaria antes de ir a la Universidad de Harvard en 1999 donde se licenció en Antropología y Estudios Visuales y Medioambientales en 2003. En esta época, Dovey realizó documentales sobre las relaciones de granjas y trabajadores rurales en la era post-apartheid de Sudáfrica. Hizo, por ejemplo, uno sobre viticultura en la Provincia Occidental del Cabo para su tesis de honor Aftertaste .
En 2004 Dovey trabajó brevemente para el programa NOW with Bill Moyers en la PBS de Nueva York antes de regresar a Sudáfrica y estudiar escritura creativa en la Universidad de Ciudad del Cabo.

## Novelas
- Blood Kin (2008) ISBN 0-670-01856-2
- Only the Animals (2014) ISBN 978-1-926-42858-1